# Science-Fiction-Jahr 1880
Übersicht

◄◄ | ◄ | 1876 | 1877 | 1878 | 1879 | Science-Fiction-Jahr 1880 | 1881 | 1882 | 1883 | 1884 | ► | ►►

Weitere Ereignisse

## Ereignisse
- Der erste Band der Jugendbuchreihe Das Neue Universum erscheint. Neben Sachthemen wurden im Neuen Universum auch Science-Fiction-Kurzgeschichten veröffentlicht. Mit Band 119 wurde die Reihe 2002 eingestellt.

## Neuerscheinungen Literatur
| Deutscher Titel                                               | Deutschsprachiges Erscheinungsjahr | Originaltitel      | Autor       | Anmerkungen |
| ------------------------------------------------------------- | ---------------------------------- | ------------------ | ----------- | ----------- |
| Das Dampfhaus                                                 | 1881                               | Le maison à vapeur | Jules Verne |             |
| Jenseits des Zodiakus : Der Bericht einer Reise nach dem Mars | 1882                               | Across the Zodiac  | Percy Greg  |             |

## Geboren
- E. Erwin Dieterich
- Otto Flake († 1963)
- Paul Gurk (Pseudonym: Franz Grau; † 1953)
- Karel Hloucha
- Hans Ludwig Rosegger († 1929)
- Robert Saudek († 1935)
- Marie Vaerting († 1964)